# 대북전단과 대남전단

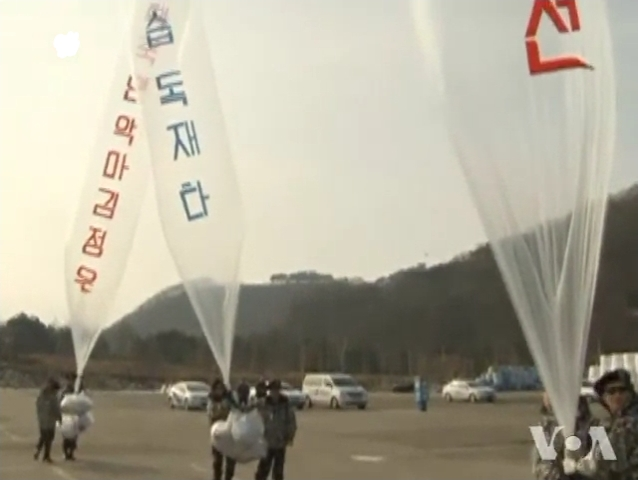
풍선을 날리는 한국의 활동가들

대북전단(對北傳單)은 대한민국이 조선민주주의인민공화국에게 풍선 등을 통해 전단지, 물품 등을 보내는 행위를 말한다. 반대로, 조선민주주의인민공화국이 대한민국으로 보내는 행위를 대남전단(對南傳單)이라고 한다. 원래 이 행위는 대한민국 정부와 군대에 의해 행해진 것이다. 2000년대 이후부터 정보화로 메세지나 통화로 바꿨고, 2018년에 남북공동연락사무소가 개설되었다. 그 와중 2020년에는 폭파했다. 하지만 현대에 있어서는 비정부기구에서도 이루어지고 있다.

## 같이 보기
- 자유의 마을
- 자유북한방송
- 조선민주주의인민공화국의 인권
- 물라 작전
- 2024년 북한 대남 오물 풍선 살포